# Nuran Şahin
Nuran Şahin (* 24. Februar 1948 in Istanbul) ist eine türkische Klassische Archäologin.

## Leben
Nuran Şahin studierte zunächst bis 1973 an der Universität Istanbul und dann an der Ege Üniversitesi in Izmir (Magister 1978). Anschließend studierte sie an der Universität Lille III (1981 DEA; 1986 Promotion bei Juliette de La Genière). Anschließend war sie ab 1987 als Hilfsdozentin, ab 1992 als Dozentin und von 1999 bis zu ihrem Ruhestand 2015 als Professorin für Klassische Archäologie an der Ege Üniversitesi in Izmir tätig.
Sie nahm an den Ausgrabungen in Alt-Smyrna (1974–1978), Notion (1985–1987), Klaros (1988–1997), Allianoi (2000) und Kolophon (2000) teil. Von 2001 bis 2019 leitete sie die Ausgrabungen im Apollon-Heiligtum von Klaros.

## Veröffentlichungen (Auswahl)
- Klaros. Apollon Klarios Bilicilik Merkezi. Ege Yayınları, Izmir 1998, ISBN 975-8070-24-X
- Zeus'un Anadolu Kültleri. Suna-İnan Kıraç Akdeniz Medeniyetleri Araştırma Enstitüsü, Antalya 2001.
- Antik Dönemde Anadolu'da Kadın. Ege Üniversi tesi Yayınları, Izmir 2013, ISBN 978-975-483- 979-1.